# Branimir Glavaš
Branimir Glavaš, né le 23 septembre 1956, est un homme politique croate.